# Matt McCoy (Politiker)

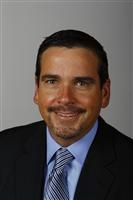
Matthew W. „Matt“ McCoy

Matthew W. „Matt“ McCoy (* 29. März 1966 in Des Moines, Iowa) ist ein US-amerikanischer Politiker (Demokratische Partei).
McCoy studierte nach seiner Schulzeit am Briar Cliff College, wo er den Bachelor of Arts erwarb. Vom 11. Januar 1993 bis zum 13. Januar 1997 war er Abgeordneter im Repräsentantenhaus von Iowa. Ihm folgte der Politiker Frank Chiodo. Seit Januar 1997 gehört McCoy als Nachfolger von Tony Bisignano dem Senat von Iowa an, wo er den 31. Distrikt des Bundesstaates vertritt. Er lebt offen homosexuell in Des Moines.